# Elijah Johnson
Elijah Johnson es un personaje ficticio de la serie de televisión australiana Home and Away, interpretado por el actor Jay Laga'aia desde el 11 de febrero de 2010, hasta julio del mismo año. Elijah regresó el 26 de febrero de 2011 y se fue de nuevo el 11 de abril de 2012.

## Biografía
Elijah apareció por primera vez como el nuevo reverendo de Summer Bay, quien luego del incidente en el que el Diner se incendiara, Geoff Campbell buscó ayuda y consejo en él.
Poco después Miles Copeland buscó su ayuda para tratar de que Leah Patterson - Baker afrontara su agorafobia y ataques de pánico, ya que fue una de las que quedó atrapadas en el incendio, Elijah le ofrece clases de Jiu-Jitsu con las poco a poco Leah va recuperándose.
Poco después Miles e Irene Roberts comienzan a sospechar que Leah está enamorando de Elijah, cosa que ella niega, con el paso de los días Leah comienza a luchar por esconder sus sentimientos, sin embargo poco después le admite a Miles que sí siente algo por Elijah. 
Sintiéndose incapaz de guardar más su secreto Miles le pide a Leah que le diga a Elijah lo que siente por él, más tarde accidentalmente pensando que Leah ya le ha dicho a Elijah todo, Miles lo menciona, dándose cuenta de que Elijah todavía no sabía lo que Leah siente por él. Elijah le pide a Miles que no le diga a Leah que él sabe que ella siente algo por él, ya que considera que así es mejor. Poco después Miles le dice a Leah que Elijah también tiene sentimientos hacia ella, lo cual la deja entusiasmada.
Después de revelarle a Miles que guarda un secreto que podría dejar devastada a Leah y complicar sus sentimientos hacia ella, por fin le dice que él conoció a Vinnie Patterson, el primer esposo de Leah, y cuando Miles le dice que lo único que sabe acerca de Vinnie es que él murió en la cárcel poco después del nacimiento de VJ, Elijah le contesta que eso no era verdad y que él estuvo en su lecho de muerte 18 meses atrás y que fue la última persona en verlo con vida.
Poco después comienza una relación con Leah, incluso se las presenta a sus padres, aunque al inicio Leah tiene problemas con Song, poco después se gana su respeto y esta le dice que será una buena esposa para su hijo. Después de tener varios problemas Elijah decide mudarse de la casa. Aunque le admite a Miles que le gustaría pasar el resto de su vida con Leah también le dice que también le gustaría ayudar a la gente y eso requiere que viaje mucho, por lo que decide romper su compromiso e irse a ayudar a las personas de un terremoto, lo cual deja destrozada a Leah.
Elijah regresó a la bahía en el 2011 esta vez acompañado de su nueva esposa Grace Manthengo, una mujer de Zimbawe y con el hijo de esta, Thabo. Pronto se reveló que Elijah se casó con Grace para que esta pudiera viajar a Australia y así Thabo pudiera recibir la atención médica adecuada para su condición, sin embargo Thabo comienza a empeorar y es llevado al hospital, ahí su condición empeora y a pesar de los esfuerzos del doctor Sid Walker y otros, Thabo muere.
Poco después dos oficilaes de inmigración aparecen y comienzan a cuestionar a Alijah y a Grace, inmediatamente se llevan a Grace y Morag Stewart les dice que el responsable de todo era Thabo quien le antes de morir le había dicho a una enfermera que creía que el matrimonio de su madre era una farsa. Poco después Grace es deportada pero no sin antes dadr una declaración pidiendo que Elijah no sea castigado.
Poco después Elijah acepta a Billy McVeigh, en el Bayside Mission. Elijah decide ayudarlo y permitirle dormir en su caravana. Sin embargo las cosas empeoran cuando Billy ataca a Elijah y este termina en el hospital. En abril de 2012 Elijah al ver que Leah no lo aceptaría de nuevo decide irse de la bahía para tener un nuevo comienzo.